# Морозовичівська сільська рада
Морозовичівська сільська рада — колишня адміністративно-територіальна одиниця та орган місцевого самоврядування у Іваничівському районі Волинської області з адміністративним центром у селі Морозовичі.
Припинила існування 4 серпня 2017 року через об'єднання в Поромівську сільську територіальну громаду Волинської області. Натомість утворено Морозовичівський старостинський округ при Поромівській сільській громаді.

## Населені пункти
Сільській раді підпорядковувались населені пункти:
- с. Морозовичі
- с. Волиця-Морозовицька
- с. Русовичі

## Населення
Згідно з переписом УРСР 1989 року чисельність наявного населення сільської ради становила 1155 осіб, з яких 546 чоловіків та 609 жінок.
За переписом населення України 2001 року в сільській раді мешкали 1182 особи.

### Мова
Розподіл населення за рідною мовою за даними перепису 2001 року:
| Мова       | Відсоток |
| ---------- | -------- |
| українська | 98,82 %  |
| російська  | 1,01 %   |
| молдовська | 0,17 %   |

## Склад ради
Сільська рада складалась з 16 депутатів та голови. Склад ради: 6 депутатів (37.5 %) — від ВО Батьківщина, 5 депутатів (31.3 %) — самовисуванці, 4 депутатів (25.0 %) — від ВО Свобода та ще одна депутат (6.2 %) від Народної Партії. 

## Керівний склад сільської ради
| ПІБ                       | Основні відомості                                                                                          | Дата обрання | Дата звільнення |
| ------------------------- | --- | ------------ | --------------- |
| Хахула Григорій Демянович | Сільський голова, 1951 року народження, освіта                                                             | 26.03.2006   | 31.10.2010      |
| Федорук Людмила Сергіївна | Сільський голова, 1965 року народження, освіта незакінчена вища, член Всеукраїнського об'єднання «Свобода» | 31.10.2010   |                 |

Примітка: таблиця складена за даними джерела

## Населення
Населення сільської ради згідно з переписом населення 2001 року становить 1,184 осіб, площа — 15.56 км², щілність — 76.1 осіб/км². 
| Населенні пункти    | 2001 рік | 1989 рік |
| ------------------- | -------- | -------- |
| Волиця-Морозовицька | 238      | 220      |
| Морозовичі          | 929      | 660      |
| Русовичі            | 17       | 90       |
| Сукупне населення   | 1,184    | 970      |